# Stade national Toše-Proeski
Le stade national Toše-Proeski (en macédonien Национална арена „Тоше Проески“) est un stade de Skopje, en Macédoine du Nord.
Il sert principalement pour le football, mais accueille aussi des concerts et de grands événements. Il est utilisé par les équipes du FK Vardar et du FK Rabotnicki ainsi que par l'équipe nationale de football.
Le stade contient actuellement 36 400 places.

## Histoire
Baptisé à l'origine Градски стадион Скопје (« stade de la ville de Skopje »), il a été construit en 1947. En 1978, le stade est agrandi et restructuré.
En 2008, une nouvelle phase de rénovation commence. Une tribune nord est construite en 2009, elle est inaugurée le jour de la fête nationale, le 2 août. Dix jours plus tard, afin de célébrer les cent ans du football en Macédoine du Nord, l'équipe nationale y affronte l'équipe espagnole, alors championne du monde.
La tribune sud, après deux ans de travaux, est ouverte en 2010, à l'occasion d'un match entre le FK Rabotnicki et le FC Liverpool
. Ensuite, la construction des tribunes est et ouest portent la capacité totale du complexe à 36 400 places. En 2009, le stade est rebaptisé et reçoit le nom de Philippe II de Macédoine. La reconstruction du terrain ainsi que des équipements olympiques est achevée en 2013.
À la suite de l'entrée en vigueur de l'accord de Prespa, le stade est renommé le 9 avril 2019 en l'honneur du chanteur Toše Proeski,.

## Événements
- Finale du Championnat d'Europe de football féminin des moins de 19 ans 2010
- Supercoupe de l'UEFA 2017

## Galerie

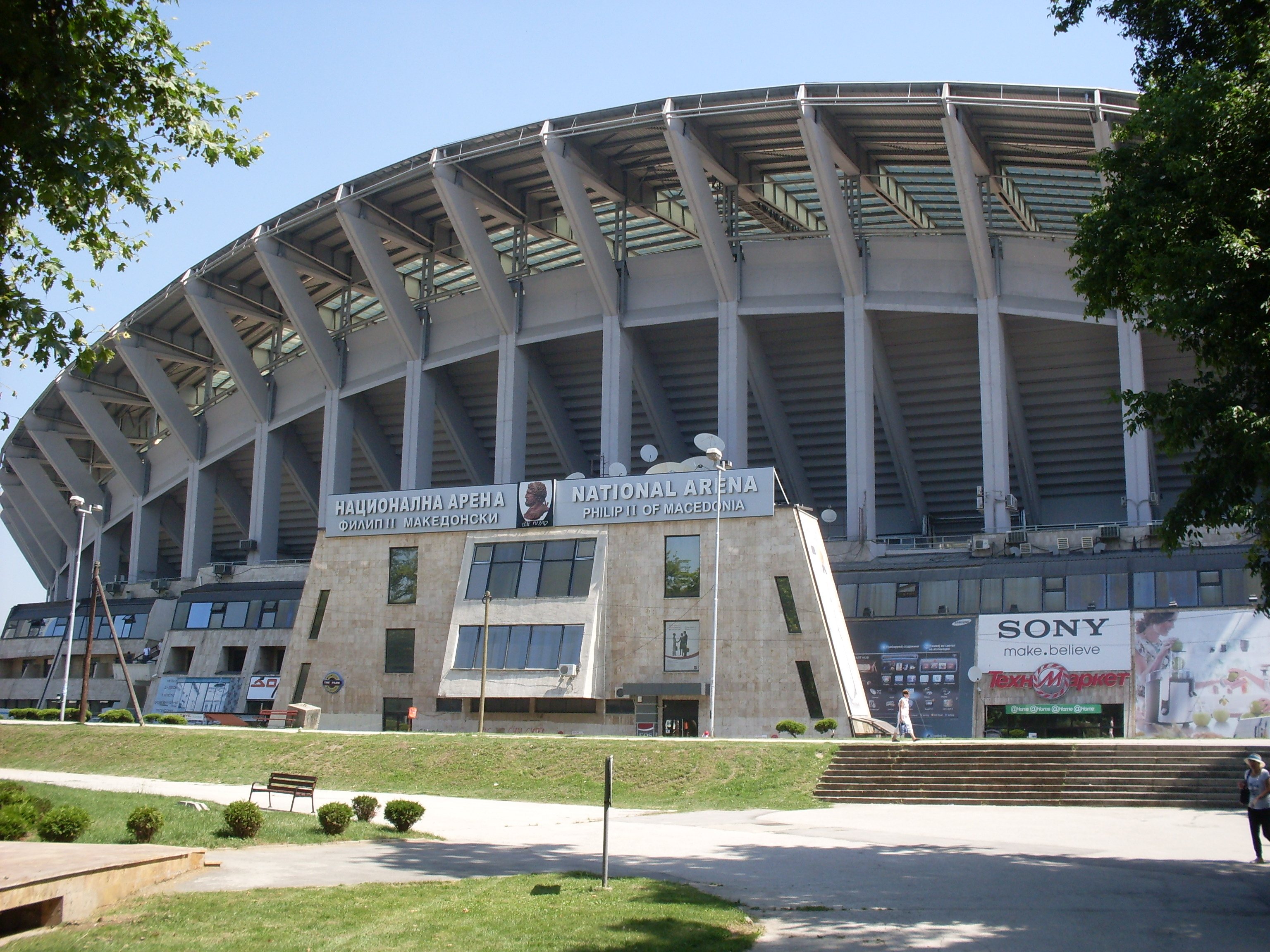
Vue extérieure.
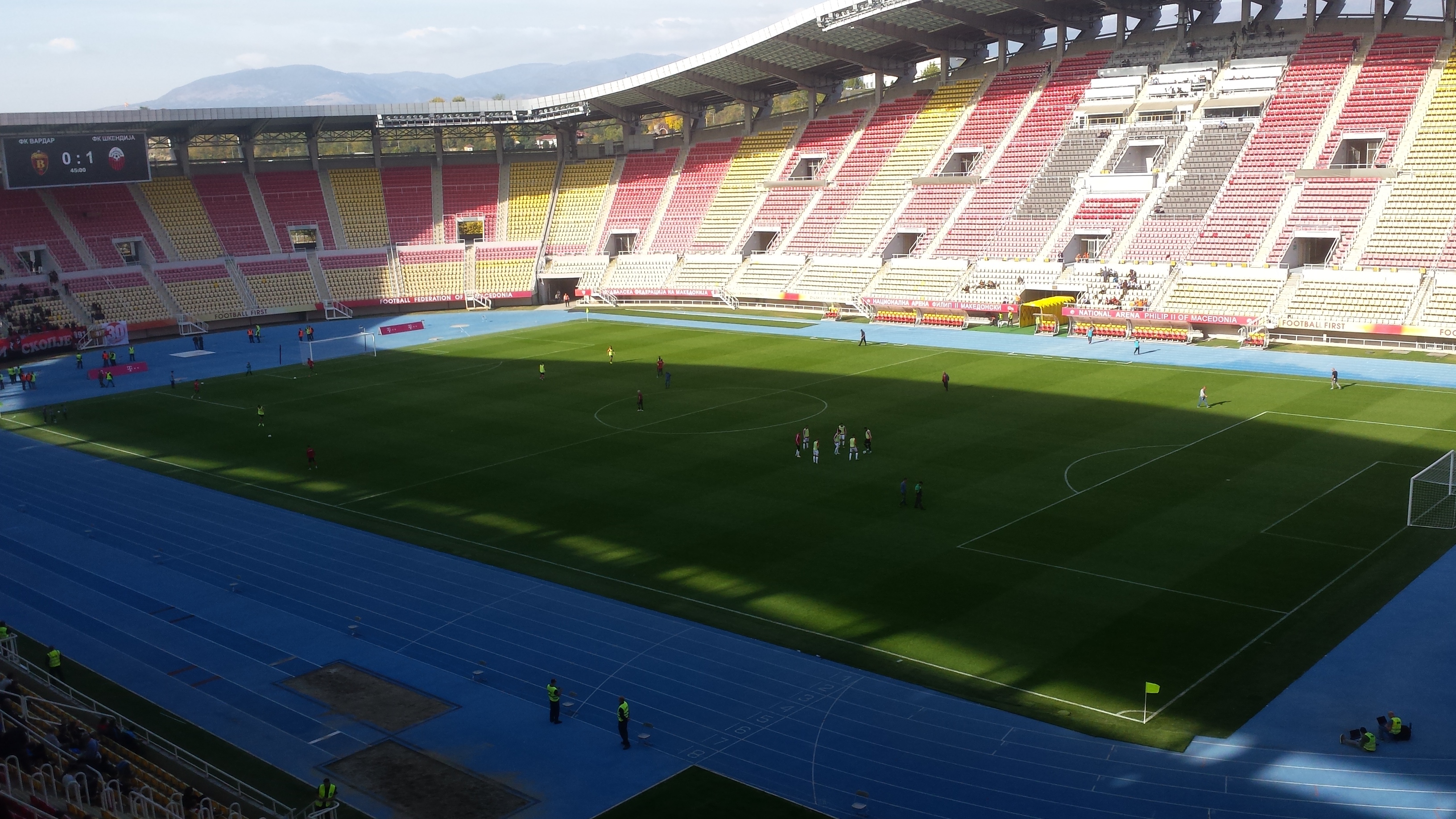
Intérieur du stade avec la piste d'athlétisme.